# Хоросна
Хоро́сна — село в Україні, в Отинійській селищній громаді Коломийського району Івано-Франківської області. Населення становить 46 осіб.

## Історія
Станом на 1939 рік в селі проживало 85 родин.
Указом Президії Верховної Ради УРСР 23 жовтня 1940 р. Хороснівська сільська рада передана з Отинянського району до Коршівського району. Після 1945 року село було заселене депортованими жителями Надсяння. Попередньо звідси були вивезені поляки, які були жителями польської колонії Святий Станіслав. 
До 1990-х рр. в селі діяла крамниця, початкова школа і клуб. Зараз потреби села забезпечує автокрамниця, яка також обслуговує сусідню Станіславівку. Перспективами для поновлення життя в селі є потенційні інвестиції у плодово-ягідні ферми.

## Хоросна у ЗМІ
В рамках рубрики «Історія людей» у листопаді 2023 року «Суспільне Івано-Франківськ» випустило окремий сюжет про історію і сучасні проблеми жителів села Хоросна на Коломийщині. Ініціатором випуску виступив івано-франківський поет та журналіст Пенкалюк Степан .

## Відомі люди
- Рабанюк Любов Степанівна (* 1959) — мовознавець, кандидатка філологічних наук, доцентка кафедри сучасної української мови Чернівецького національного університету імені Юрія Федьковича, м. Чернівці.
- Салук Іван Андрійович (* 1965) — педагог, Заслужений тренер України, доцент, кандидат педагогічних наук, доцент кафедри теорії і методики олімпійського та професійного спорту Тернопільського національного педагогічного університету імені Володимира Гнатюка, м. Тернопіль
- Коропецький Ярослав Петрович (1961 -2022) старший сержант радянської армії